# Stadionul Național Vasil Levski
Stadionul Național Vasil Levski (bulgară Национален стадион „Васил Левски“), numit în cinstea eroului național bulgar Vasil Levski, este cel mai mare stadion din Bulgaria. Stadionul are o capacitate de 43.230 de locuri și este situat în centrul orașului Sofia.
Stadionul găzduiește meciurile echipei naționale de fotbal a Bulgariei, meciurile din finala Cupei Bulgariei și diverse competiții de atletism. El a fost utilizat ca stadion de casă al clubului Levski Sofia în meciurile din Liga Campionilor UEFA și este adesea locul disputării meciurilor celor două mari cluburi din Sofia, Levski și CSKA Sofia.

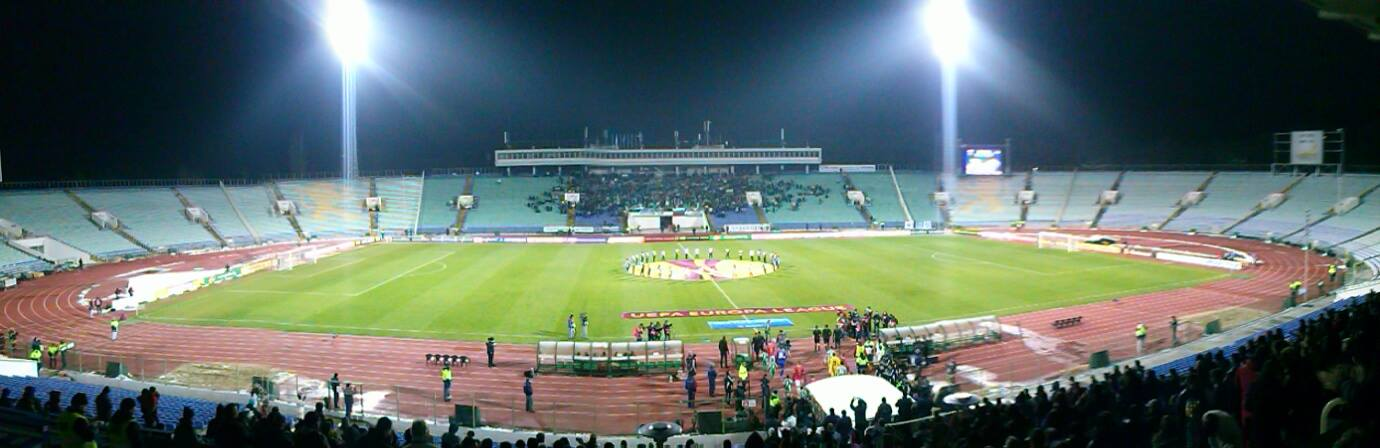
Interiorul stadionului

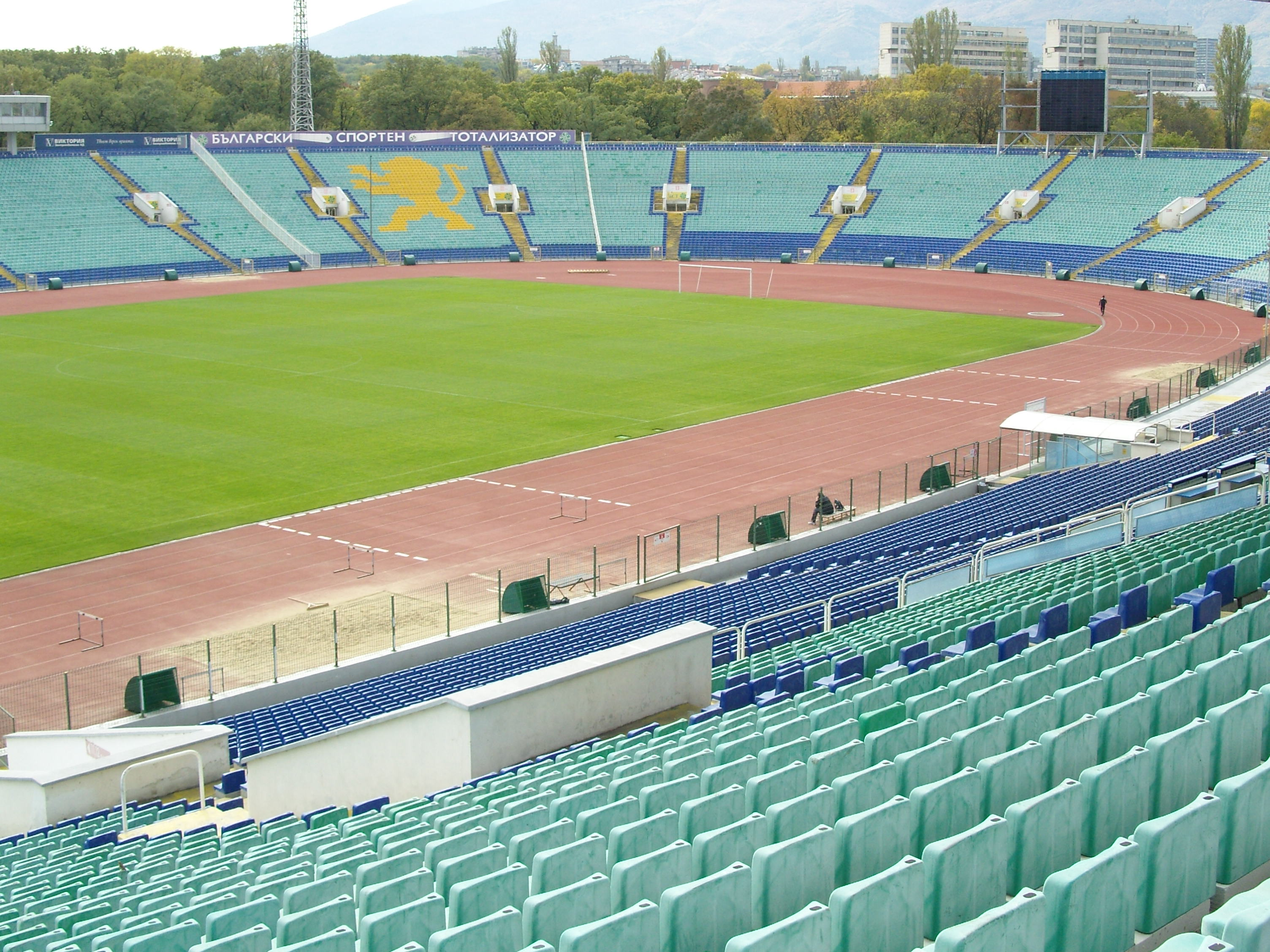

## Concerte
| Concerte pe Stadionul Național Vasil Levski | Concerte pe Stadionul Național Vasil Levski | Concerte pe Stadionul Național Vasil Levski | Concerte pe Stadionul Național Vasil Levski |
| Data                                        | Artist                                      | Turneu                                      | Spectatori                                  |
| ------------------------------------------- | ------------------------------------------- | ------------------------------------------- | ------------------------------------------- |
| 24 iulie 1990                               | Lepa Brena                                  | Boli me uvo za sve Tour                     | 110.000                                     |
| 19 septembrie 1993                          | Scorpions                                   | -                                           | 22.000                                      |
| 14 septembrie 2006                          | Ceca                                        | Grom Tour                                   | 6.000                                       |
| 24 iulie 2008                               | Metallica                                   | 2008 European Vacation Tour                 | 50.000                                      |
| 29 august 2008                              | Madonna                                     | Sticky & Sweet Tour                         | 53.660                                      |
| 14 mai 2010                                 | AC/DC                                       | Black Ice World Tour                        | 60.000                                      |
| 22 iunie 2010                               | Metallica                                   | World Magnetic Tour                         | 50.000                                      |
| 23 iunie 2010                               | Rammstein                                   | Liebe ist für alle da Tour                  | 45.000                                      |
| 8 iulie 2012                                | Guns N' Roses                               | Up Close and Personal Tour                  | 30.000                                      |
| 14 mai 2013                                 | Bon Jovi                                    | Because We Can: The Tour                    | 47.266                                      |
| 26 iulie 2013                               | Rammstein                                   | Made in Germany 1995–2011 (tour)            | -                                           |
| 30 august 2013                              | Roger Waters                                | The Wall Live                               | 31.371                                      |